# Raphaël Nguyễn Văn Diệp
Raphaël Nguyễn Văn Diệp (Long Thới, 20 ottobre 1926 – Ho Chi Minh, 20 dicembre 2007) è stato un vescovo cattolico vietnamita.

## Biografia

### Infanzia e formazione
Raphaël Nguyễn Văn Diệp nacque il 20 ottobre 1926 nel comune di Long Thoi nel distretto di Cho Lach della provincia di Ben Tre. Fin da bambino sentì la vocazione al sacerdozio e quindi a 12 anni entrò nel seminario minore di Saigon nel 1938. Proseguì gli studi al Seminario Maggiore San Giuseppe di Saigon e infine fu inviato a Roma presso il Pontificio Istituto Urbano per completare la sua formazione fino al 1955.

### Ministero sacerdotale
Fu ordinato prete il 7 dicembre 1954 a Roma. Tornato in Vietnam, fu molto attivo nella pastorale parrocchiale. Fu assegnato alle parrocchie di Cái Đôi e Bến Giá dal 1955 al 1956 e poi fu trasferito come viceparroco e successivamente parroco di Bải Xan dal 1956 al 1961.
Nel 1960 fu nominato direttore del Centro missionario cattolico della diocesi di Vinh Long, carica che mantenne fino al 1975.

### Ministero episcopale
Il 15 agosto 1975 papa Paolo VI lo nominò vescovo coadiutore di Vĩnh Long con il diritto a succedere al vescovo, assegnandogli la sede titolare di Tubusuptu. La nomina di un vescovo coadiutore fu dovuta a causa della allora difficile e instabile situazione politica del Vietnam.
Ricevette l'ordinazione episcopale lo stesso giorno della nomina 15 agosto 1975 per l'imposizione delle mani del vescovo di Vĩnh Long Jacques Nguyễn Văn Mầu.
Nonostante gli iniziali timori, non subentrò mai al governo della diocesi e continuò a servire la comunità come vescovo coadiutore fino al 27 maggio 2000, quando si ritirò per raggiunti limiti d'età. 
A causa della sua salute malferma, trascorse gli ultimi anni della sua vita presso la Congregazione della Madre del Redentore.
Ricoverato per alcuni giorni in ospedale, morì a Ho Chi Minh il 20 dicembre 2007 all’età di 81 anni.

## Genealogia episcopale
La genealogia episcopale è:
- Cardinale Scipione Rebiba
- Cardinale Giulio Antonio Santori
- Cardinale Girolamo Bernerio, O.P.
- Arcivescovo Galeazzo Sanvitale
- Cardinale Ludovico Ludovisi
- Cardinale Luigi Caetani
- Cardinale Ulderico Carpegna
- Cardinale Paluzzo Paluzzi Altieri degli Albertoni
- Papa Benedetto XIII
- Papa Benedetto XIV
- Papa Clemente XIII
- Cardinale Marcantonio Colonna
- Cardinale Giacinto Sigismondo Gerdil, B.
- Cardinale Giulio Maria della Somaglia
- Cardinale Carlo Odescalchi, S.I.
- Cardinale Costantino Patrizi Naro
- Cardinale Lucido Maria Parocchi
- Papa Pio X
- Papa Benedetto XV
- Papa Pio XII
- Cardinale Eugène Tisserant
- Papa Paolo VI
- Arcivescovo Angelo Palmas
- Vescovo Jacques Nguyễn Văn Mầu
- Vescovo Raphaël Nguyễn Văn Diệp